# حميراء صهباء الظهر
حميراء صهباء الظهر (الاسم العلمي: Phoenicurus erythronotus) (بالإنجليزية: Rufous-backed Redstart)‏ هو نوع من الطيور يتبع جنس الحميراء من فصيلة خاطفات الذباب.